# Liga Guaireña de Fútbol
La Liga Guaireña de Fútbol con sede en la ciudad de Villarrica, es una de las diez ligas de fútbol regionales de Guairá, que conforman la Federación de Fútbol del Cuarto Departamento Guairá, afiliada esta a la Unión del Fútbol del Interior. La Liga fue la primera asociación deportiva del interior del país. Su selección de fútbol es pentacampeona del Campeonato Nacional de Interligas.
Además es la entidad encargada de la organización de los torneos de mayores y juveniles de los clubes afiliados a ella. Actualmente 12 clubes conforman la Liga Guaireña, la mayoría de los clubes son de la ciudad de Villarrica y un equipo de la ciudad de Ñumí.
El último campeón del torneo de la liga es el club Deportivo Atlético Central.
Con el título de campeón del Campeonato Nacional de Interligas 2015/16 la Selección Guaireña se ganó el derecho de participar en la División Intermedia (Segunda División) de la Asociación Paraguaya de Fútbol, para la temporada 2017. Para ello tuvo que refundarse como Guaireña Fútbol Club.

## Historia
La Liga Guaireña de Fútbol fue la primera asociación deportiva del interior del país, fundada el 18 de junio de 1916. Los inicios del fútbol en la ciudad de Villarrica se remontan a 1907, con la fundación del club 15 de Agosto, ese mismo año se funda el Washington F.C., más tarde en 1910 aparecieron los clubes Guairá y Minerva. Entre los años 1911 y 1914 surgieron tres clubes más, estos fueron Napoleón III, Nacional F.C. y Estudiantes del Guairá. En 1915 se fundan dos clubes que siguen vigentes el Estero Bellaco y el Pettirossi Para el año 2016 son 12 los clubes afiliados a la Liga Guaireña.   
Por su parte la Selección Guaireña, ya en la segunda edición del Campeonato Nacional de Interligas en el año 1937 llegó a instancias finales de dicho campeonato, terminando en el cuarto puesto. Su primer título de campeón lo logró un año después, en la tercera edición del Campeonato Nacional de Interligas en el año 1938, repitiendo el título en los años 1950, 1954, 1981/82 y 2015/2016. Convirtiéndose así en una de las selecciones más ganadoras de la competencia. Con el último título la Liga ganó también el derecho de ascender a la Segunda División de la Asociación Paraguaya de Fútbol, denominada División Intermedia, en la que compitió desde la temporada 2017 hasta la temporada 2019, año en el que obtuvo el ascenso a la Primera División de Paraguay. Para ello tuvo que participar como club y no como selección por lo que fue refundado como Guaireña Fútbol Club. También ha ganado la Copa San Isidro de Curuguaty en el año 2016.

### Selección y clubes de la liga en las divisiones de la APF
Hubo un club de la liga que accedió a las divisiones de la Asociación Paraguaya de Fútbol. El club Universidad Católica fue uno de los representantes de la Unión del Fútbol del Interior que formó parte del primer campeonato de la División Intermedia, creada en 1997, con el objetivo de permitir a los clubes del interior del país acceder a la máxima categoría del fútbol paraguayo. Pero solo ese año 1997 pudo participar en esa división.
La Selección Guaireña en su objetivo de ascender a la División Intermedia de la Asociación Paraguaya de Fútbol ha participado en la Primera División B Nacional (tercera división), en el Campeonato Nacional B 2013 no pasó de la primera fase, en el Campeonato Nacional B 2014 llegó hasta la final, perdiendo es esa instancia ante la Liga Ovetense. En el Campeonato Nacional B 2015 de nuevo no pudo pasar la primera fase. No participó del Campeonato Nacional B 2016 pues ya había logrado su ascenso al ganar el Nacional de Interligas 2015/16.

## Campeonato de la liga
El certamen es realizado anualmente y está dividido en dos fases, la inicial y final. 
En la fase inicial, los equipos son ordenados en dos grupos (Serie A y B), con seis equipos en cada grupo, en la que se enfrentan todos contra todos en cada serie; con dos rondas de ida y vuelta. Los cuatro primeros equipos de cada serie con los mejores resultados avanzan a la fase final del campeonato, en el cual se distribuyen en los cuartos de final. Los partidos son disputados de ida y vuelta, local y visitante. En caso de empate de resultado en los dos primeros encuentros, se define por diferencia de goles, si la paridad persiste se define en tanda de penales. El mismo sistema es utilizado para los partidos de semifinal y la final.

### Equipos participantes
A lo largo de su historia numerosos equipos participaron en esta liga, algunos equipos desaparecieron o se desafiliaron para pasar a otras ligas. En el año 2016 el campeonato contaba con 12 clubes.
| Club                                            | Fundación               |
| ----------------------------------------------- | ----------------------- |
| Club Estero Bellaco                             | 15 de marzo de 1915     |
| Club Pettirossi                                 | 21 de junio de 1915     |
| Club Cerro Corá                                 | 16 de junio de 1920     |
| Club Olimpia                                    | 25 de julio de 1931     |
| Club Atlético Guaraní                           | 15 de noviembre de 1945 |
| Club Deportivo Atlético Central                 | 1 de mayo de 1994       |
| Club Social Cultura Deportivo Parque del Guairá | 1 de marzo de 2002      |
| Club Sport Tuyutí Guazu                         | 15 de agosto de 2011    |
| Club Atlético Rincón                            |                         |
| Club Sportivo Ñumi                              |                         |
| Club 3 de Febrero                               |                         |
| Club Atlético Carovení                          |                         |
| Equipos desaparecidos o desafiliados            |                         |
| Club 15 de Agosto                               |                         |
| Washington FC                                   |                         |
| Club Guairá                                     |                         |
| Club Minerva                                    |                         |
| Club Napoleón III                               |                         |
| Nacional FC                                     |                         |
| Club Estudiantes del Guairá                     |                         |
| Club Universidad Católica                       |                         |
| Club Libertad de Félix Pérez Cardozo            |                         |

### Equipos campeones por año
Esta es la lista de campeones por año de la Liga.
| Año     | Campeón             |
| ------- | ------------------- |
| 1919    | Club Pettirossi     |
| 1920    | Club Pettirossi     |
| 1927    | Club Pettirossi     |
| 1931    | Club Pettirossi     |
| 1936    | Club Pettirossi     |
| 1937    | Club Pettirossi     |
| 1941    | Club Pettirossi     |
| 1943    | Club Pettirossi     |
| 1950    | Club Olimpia        |
| 1951    | Club Olimpia        |
| 1952    | Club Olimpia        |
| 1953    | Club Pettirossi     |
| 1954    | Club Olimpia        |
| 1955    | Club Olimpia        |
| 1967    | Club Pettirossi     |
| 1968    | Club Olimpia        |
| 1969    | Club Olimpia        |
| 1970    | Club Olimpia        |
| 1971    | Club Olimpia        |
| 1972    | Club Olimpia        |
| 1973    | Club Olimpia        |
| 1974    | Club Olimpia        |
| 1976    | Club Olimpia        |
| 1977    | Club Olimpia        |
| 1979    | Club Pettirossi     |
| 1986    | Club Estero Bellaco |
| 1989    | Club Pettirossi     |
| 1990    | Atlético Guaraní    |
| 1994    | Atlético Guaraní    |
| 1995    | Atlético Guaraní    |
| 1996    | Club Pettirossi     |
| 2000    | Club Pettirossi     |
| 2001    | Club Cerro Corá     |
| 2002    | Club Pettirossi     |
| 2003    | Club Pettirossi     |
| 2004    | Club Pettirossi     |
| 2005    | Atlético Central    |
| 2006    | Atlético Guaraní    |
| 2007    | Club Estero Bellaco |
| 2008    | Club Olimpia        |
| 2009    | Club Olimpia        |
| 2010    | Atlético Central    |
| 2011    | Club 3 de Febrero   |
| 2012    | Atlético Rincón     |
| 2013    | Atlético Rincón     |
| 2014    | Club Cerro Corá     |
| 2015    | Club Cerro Corá     |
| 2016    | Atlético Central    |
| 2017/18 | Atlético Ñumi       |
| 2018/19 | Club Petirossi      |

|-
| 2020/2021 || Atlético Central
|-
| 2021/2022 || Atlético Central
2022/2023|| Club Olimpia

### Títulos por equipo
| Equipo               | Títulos |
| -------------------- | ------- |
| Club Pettirossi      | 18      |
| Club Olimpia         | 17      |
| Atlético Guaraní     | 4       |
| Atlético Central     | 5       |
| Club Cerro Corrá     | 3       |
| Club Estero Bellaco  | 2       |
| Club Atlético Rincón | 2       |
| Club Tres de Febrero | 1       |
| Club Atlético Ñumi   | 1       |

## Palmarés Selección
- Campeonato Nacional de Interligas (5): 1938, 1950, 1954, 1981/82 y 2015/16.
  - Subcampeón del Campeonato Nacional de Interligas (1): 1949.

- Copa San Isidro de Curuguaty (1): 2016.
  - Subcampeón (1): 1982.

- Tercera División
  - Subcampeón (1): 2014.